# Fredrik Almgren (ämbetsman)
Fredrik August Almgren (i riksdagen kallad Almgren i Stockholm), född 15 juli 1840 i Stockholm, död där 26 maj 1903, var en svensk ämbetsman och riksdagsman. Han var son till Knut Almgren.
Almgren blev student vid Uppsala universitet 1858 och utexaminerades från Polytekniska högskolan i Zürich 1863. Han blev ingenjör vid Borsigs lokomotivfabrik i Berlin 1864, överingenjör där 1870 samt var överdirektör och chef för maskinavdelningen i Järnvägsstyrelsen från 1873.  Han var ordförande i kommittén angående kontroll av ångpannor 1889.
Almgren var ledamot av riksdagens första kammare 1889–1898 invald i Norrbottens läns valkrets samt 1899–1903 invald i Älvsborgs läns valkrets.